# Liste des maires de Moscou

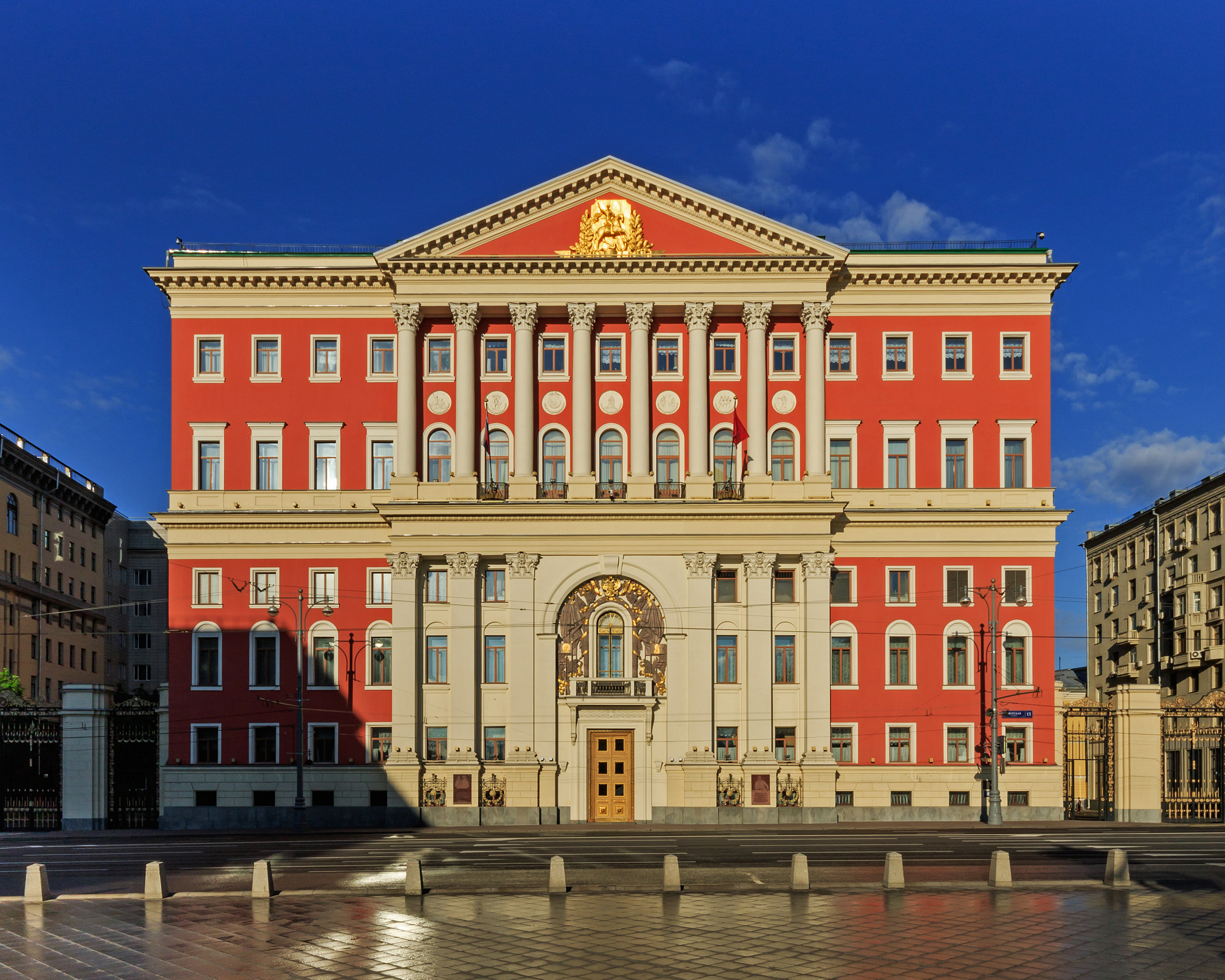
Résidence du maire de Moscou, 13, rue Tverskaïa). Anciennement siège du Gouverneur général de Moscou et du Mossovet.

## Liste des maires deMoscoudepuis 1990
| Nom               | Investiture       | Fin du mandat     | Parti                                    |
| ----------------- | ----------------- | ----------------- | ---------------------------------------- |
| Gavriil Popov     | 20 avril 1990     | 6 juin 1992       |                                          |
| Iouri Loujkov     | 12 juin 1992      | 28 septembre 2010 | Patrie — toutes les Russies, Russie unie |
| Vladimir Ressine  | 28 septembre 2010 | 21 octobre 2010   |                                          |
| Sergueï Sobianine | 21 octobre 2010   |                   | Russie unie                              |

## Maires de Moscou jusqu'en 1917
- Mikhaïl Goubine (premier mandat 1789-1792, deuxième mandat 1802-1803).